# مركز الشؤون السياسية والخارجية
مركز الشؤون السياسية والخارجية (بالإنجليزية: Center of Political and Foreign Affairs - CPFA)‏ هو مجمع تفكير يركز على دراسة السياسات الحكومية والجغرافيا السياسية، ينظم المركز الفعالياث والمناقشات حول مختلف الموضوعات الجيوسياسية في جميع أنحاء العالم.

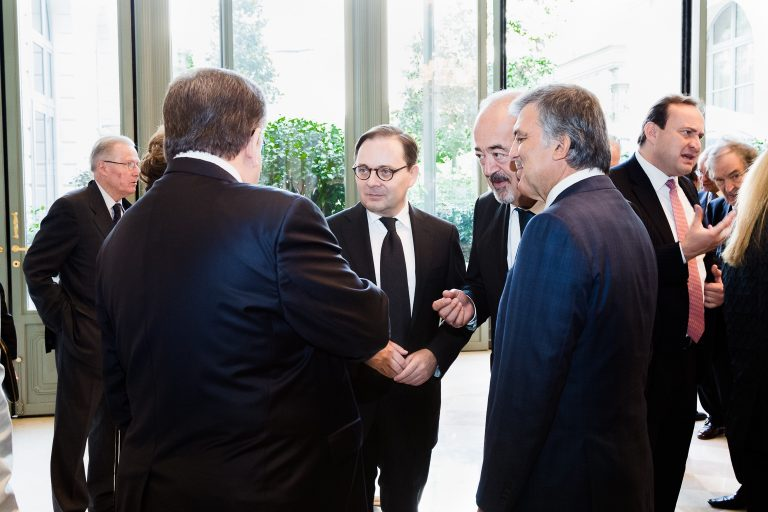
فابيان بوسارت رئيس المركز مع عبد الله غل رئيس تركيا السابق

نظم مركز الشؤون السياسية والخارجية العديد من الأحداث بموجب قواعد تشاتام هاوس واستضافت أكثر من مائة شخصية مثل: زبغنيو بريجينسكي، كوفي أنان، هنري كسنجر، آل جور، عبد الله غل، خوسيه ماريا أثنار، شمعون بيرس ، محمد البرادعي ، لويس فريح وتركي الفيصل منذ 2007. كما بدأ المركز بالتعاون مع رندة قسيس رئيسة منصة أستانا السياسية جهود السلام في سوريا بالإضافة إلى العديد من المحادثات السرية الأخرى حول موضوعات تتعلق بالأوضاع في سوريا وليبيا .

## المبادرات السياسية

### السلام في سوريا
ناشد فابيان بوسارت بصفته رئيساََ لمركز الشئون السياسية والخارجية مع رندة قسيس رئيس كازاخستان نور سلطان نزارباييف من أجل التوصل إلى حل سلمي للأزمة وضرورة إقامة حوار بين قوى المعارضة المنقسمة في سوريا.
عُقد اجتماعان لاحقًا بالفعل في أستانا في مايو وأكتوبر 2015 تحت رعاية وزير الخارجية الكازاخستاني، في نهاية هذه الاجتماعات تم التوقيع على قرارين من قبل المشاركين مما أدى إلى إنشاء منصة آستانا السياسية وساعد على تمهيد الطريق لعملية السلام في أستانا.
واصل مركز الشئون السياسية والخارجية ومنصة أستانا السياسية تعاونهما من خلال بدء مناقشات بين المعارضين السوريين في جنيف في فبراير ويوليو 2017 من أجل تطوير وثيقة تحضيرية لإصلاح الدستور السوري كجزء من عملية سياسية شاملة، وتم إطلاق هذه المبادرة خلال الاجتماعات المتعلقة بتشكيل لجنة دستورية وتم الترويج لها لاحقًا خلال المؤتمر الوطني بسوتشي في يناير 2018 من قبل رندة قسيس على الرغم من اعتراضات الحكومة السورية وجزء من المعارضة.

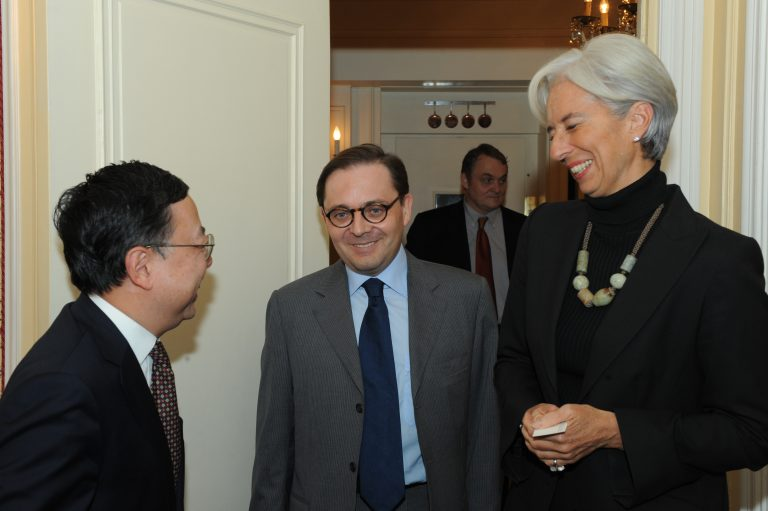
فابيان بوسارت رئيس المركز مع كريستين لاجارد مديرة صندوق النقد الدولي

أطلق مركز الشئون السياسية والخارجية في عام 2018 نداءً إلى مجتمع سانت إيجيدو النشط في مساهمته في السلام على مدى السنوات الخمسين الماضية من أجل تحقيق تسوية سياسية متوازنة.

### مباحثات السلام - كازاخستان
في عام 2015 أطلق المركز مبادرة «لجنة الحكماء» من أجل معالجة مختلف الموضوعات المتعلقة بالسلام الدولي.

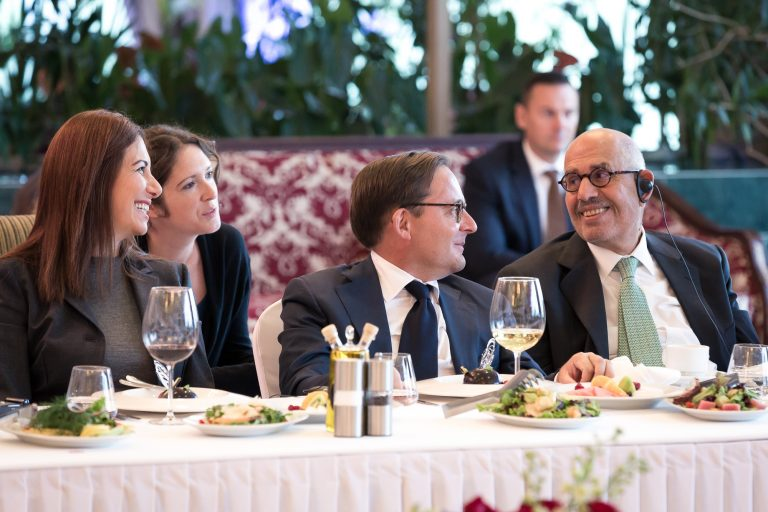
فابيان بوسارت، رئيس المركز مع محمد البرادعي، الحائز على جائزة نوبل للسلام ورندة قسيس

تألفت اللجنة من العديد من الحائزين على جائزة نوبل للسلام بمن فيهم الرئيس السابق لإسرائيل شيمون بيريز والنائب السابق لرئيس مصر والمدير العام للوكالة الدولية للطاقة الذرية محمد البرادعي والرئيس السابق لبولندا ليخ فاونسا والناشط الغواتيمالي لحقوق الإنسان ريغوبيرتا مينشو توم ورئيس الفريق الحكومي الدولي المعني بتغير المناخ راجندرا باشوري.
وشاركت شخصيات سياسية بارزة أيضًا في اللجنة، مثل الرئيس السابق لكولومبيا سيزار غافيريا ورئيس الوزراء الأسباني السابق خوسيه لويس ثاباتيرو.
اجتمعت اللجنة في نور سلطان بكازاخستان ، حيث استقبلهم الرئيس نزارباييف في القصر الرئاسي.
حضر الحدث الأول الذي نظمه مركز الشئون السياسية والخارجية وزير الدفاع الكازاخستاني في مأدبة غداء على شرف الضيوف.

### مبادرة عدم الانتشار النووي
أطلق مركز الشئون السياسية والخارجية مبادرات وأحداث أخرى للمساعدة في احتواء سباق التسلح النووي نظرًا لتزايد مخاطر الانتشار النووي التي تواجه العالم حاليًا.

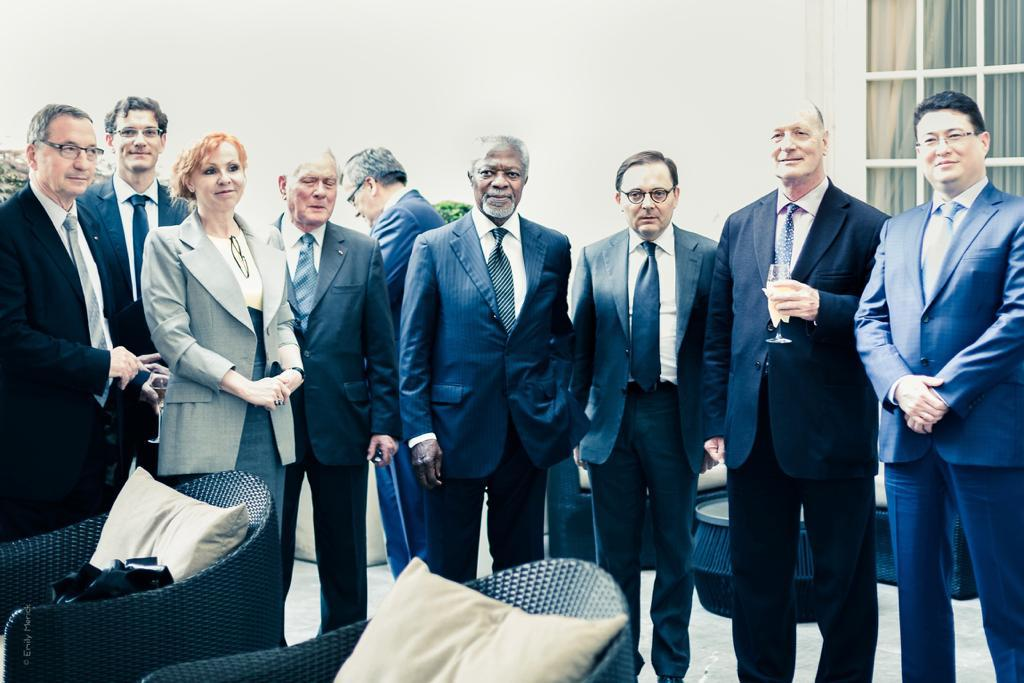
فابيان بوسارت، رئيس المركز مع كوفي عنان، الحائز على جائزة نوبل للسلام

ترأس أحد هذه الأحداث الأمين العام السابق للأمم المتحدة والحائز على جائزة نوبل للسلام كوفي عنان في حضور الرئيس السابق لبولندا برونيسلاف كوموروفسكي ووزير الخارجية البريطاني السابق جاك سترو ووزير الخارجية التركي السابق يسار ياكيس ووزير الخارجية الإيطالي السابق جوليو تيرزي.

## المؤتمرات والفعاليات
عقد مركز الشؤون السياسية والخارجية العديد من الأحداث والمؤتمرات مثل:
- 5 يوليو 2017: عقد مؤتمر حول أي عواصم للقرن الحادي والعشرين؟ مع يوشكا فيشر ، وإرنستو زيديلو ، الرئيس السابق للمكسيك ، وماريو مونتي وآخرين.
- 29 تشرين الثاني (نوفمبر) 2007: بالتعاون مع مؤسسة كارنيغي للسلام الدولي حول السياسة الروسية . كان ميخائيل كاسيانوف ضيف شرف المؤتمر في باريس.
- 20 مارس 2008: مؤتمر جيوسياسي حول العلاقات الأوروبية الروسية مع جيرهارد شرودر وميخائيل شفيدكوي وكارل هاينز جراسر في موسكو.
- 12 ديسمبر 2008: التعاون في مع الأكاديمية الدبلوماسية في السياسة الفرنسية الجمهوري مقابل أمريكا متعددة الثقافات مع الأمير تركي الفيصل وآخرين. باريس.
- 26 مارس 2009: بالتعاون مع مؤسسة FAES بشأن الناتو - تحالف من أجل الحرية مع خوسيه ماريا أزنار في باريس.
- 29 يونيو 2009 : بالتعاون مع مؤسسة كارنيغي للسلام الدولي في الشرق الأوسط مع رايان كروكر وستيفن إيرلانجر وآخرين في باريس.